# Калашниківська сільська рада
Калашниківська сільська рада — колишній орган місцевого самоврядування у Полтавському районі Полтавської області з центром у селі Калашники.

## Населені пункти
Сільраді були підпорядковані населені пункти:
- c. Калашники
- с. Гвоздиківка
- с. Клименки
- с. Малі Козуби
- с. Михайлики
- с. Писаренки
- с. Підлепичі
- с. Сердюки
- с. Твердохліби